# Партизанське (Єврейська автономна область)
Партизанське (рос. Партизанское) — село у Смідовицькому районі Єврейської автономної області Російської Федерації.
Орган місцевого самоврядування — Волочаєвське сільське поселення. Населення становить 1067 осіб (2010).

## Історія
Згідно із законом від 26 листопада 2003 року органом місцевого самоврядування є Волочаєвське сільське поселення.

## Населення
| 2002 | 2010  |
| ---- | ----- |
| 1017 | ↗1067 |